# (523772) 2014 XR40
(523772) 2014 XR40 est un cubewano d'un diamètre est estimé à 440 km, ce qui le qualifie comme un candidat au statut de planète naine.